# RBG (film)
RBG is een documentaire uit 2018 van regisseurs Betsy West en Julie Cohen.
De film vertelt het verhaal van Ruth Bader Ginsburg (RBG), een van de negen rechters van het Hooggerechtshof van de Verenigde Staten, 's lands hoogste rechtsprekende orgaan. In 1980 werd Ginsburg door president Jimmy Carter benoemd tot rechter van het Hof van Beroep voor het circuit van het District of Columbia in Washington D.C. tot Bill Clinton haar in 1993 voordroeg voor het federale Hooggerechtshof.
De film werd meerdere malen genomineerd, op de 24e Critics' Choice Awards, de 23e Satellite Awards, de 72e BAFTA Awards en de 91ste Oscaruitreiking. Die avond was de film in de running voor de Academy Awards Oscar voor beste documentaire en Oscar voor beste originele nummer.